# Liste der denkmalgeschützten Objekte in Rappottenstein
Die Liste der denkmalgeschützten Objekte in Rappottenstein enthält die 11 denkmalgeschützten, unbeweglichen Objekte der Gemeinde Rappottenstein.

## Denkmäler
| Foto |                 | Denkmal                                                                       | Standort                                                   | Beschreibung | Metadaten |
| ---- | --------------- | ----------------------------------------------------------------------------- | ---------------------------------------------------------- | --- | --- |
| ja   | Datei hochladen | Brettersäge samt zugehörigem Gebäude HERIS-ID: 46343 Objekt-ID: 48221         | Kirchbach Standort KG: Kirchbach                           | In Kirchbach befindet sich ein funktionstüchtiges wasserbetriebenes Sägewerk mit Venetianergatter, das als Freilichtmuseum besichtigt werden kann. | BDA-Hist.: Q38020693 Status: Bescheid Stand der BDA-Liste: 2025-06-30 Name: Brettersäge samt zugehörigem Gebäude GstNr.: .50                                |
| ja   | Datei hochladen | Pfarrhof HERIS-ID: 63200 Objekt-ID: 75827                                     | Kirchbach 1 Standort KG: Kirchbach                         | Der gegenüber der Kirche gelegene Pfarrhof ist ein zweigeschoßiger Bau von 1773–1775, mit gestuftem Walmdach und zweireihig angeordneten Gaupen. Er ist durch ein Sonnentor mit ornamentierter Holztüre zugänglich. Im Erdgeschoß befindet sich ein Tonnengewölbe mit Stichkappen. Dessen frühgotischer Schlussstein ist mit einem Christuskopf versehen. Zur Ausstattung zählen ein Kruzifix aus der Zeit um 1440 sowie in Verwahrung eine Figur des hl. Sebastian aus der ersten Hälfte des 18. Jahrhunderts. | BDA-Hist.: Q38102419 Status: § 2a Stand der BDA-Liste: 2025-06-30 Name: Pfarrhof GstNr.: .28                                                                |
| ja   | Datei hochladen | Kath. Pfarrkirche hl. Michael und Friedhof HERIS-ID: 49991 Objekt-ID: 54433   | neben Kirchbach 3 Standort KG: Kirchbach                   | Die Pfarrkirche hl. Michael im Osten von Kirchbach – ein gotischer, 1720–1725 barockisierter und erweiterter Bau des 15. Jahrhunderts mit Südwestturm und einer möglicherweise älteren Kapelle im Süden – ist von einem Friedhof mit Bruchsteinmauer umgeben. Ihr Langhaus und der gleich breite, dreiseitig geschlossene Chor sind durch Lisenen und Rundbogenfenster gegliedert. Reste eines Wandgemäldes aus dem 16./17. Jahrhundert zeigen das Jüngste Gericht. Der Südwestturm aus dem 15. Jahrhundert verfügt über gotische Rechteckfenster, ein Schulterbogenportal, ein barockisiertes Schallgeschoß mit flachbogigen Schallfenstern und eine welsche Haube. Die gotische Südkapelle hat einen dreiseitigen Schluss, barocke Ortsteinquaderung und Rundbogenfenster. Ein Relief aus dem 14. Jahrhundert zeigt die Darstellung einer Nonne. | BDA-Hist.: Q38037428 Status: § 2a Stand der BDA-Liste: 2025-06-30 Name: Kath. Pfarrkirche hl. Michael und Friedhof GstNr.: 144/1, .26 Pfarrkirche Kirchbach |
| ja   | Datei hochladen | Wohnhaus HERIS-ID: 34166 Objekt-ID: 32148                                     | Kirchbach 7 Standort KG: Kirchbach                         | Das Haus der ehemaligen Bäckerinnung wurde 1790 errichtet. Es verfügt über Bäckerzeichen und klassizistischen Stuckdekor. | BDA-Hist.: Q37956667 Status: Bescheid Stand der BDA-Liste: 2025-06-30 Name: Wohnhaus GstNr.: .20                                                            |
| ja   | Datei hochladen | Wohn- und Wirtschaftsgebäude, ehem. Gasthaus HERIS-ID: 34167 Objekt-ID: 32149 | Kirchbach 18 Standort KG: Kirchbach                        | Die ehemalige Gaststätte ist eine dreiseitige, zum Teil zweigeschoßige Anlage aus dem späten 18. Jahrhundert, mit Stuckdekor und Umrisspilastern. Ihre Tormauer ist von einem Korbbogenportal mit ornamentierter Steinlaibung durchbrochen, das von einem ovalen Medaillon bekrönt wird. Die Biedermeiertüren an der Hofseite weisen ebenfalls ornamentierte Steinlaibungen auf. Innen befinden sich zum Teil Platzlgewölbe. Ein Backtrog aus Granit ist mit 1848 bezeichnet. | BDA-Hist.: Q37956681 Status: Bescheid Stand der BDA-Liste: 2025-06-30 Name: Wohn- und Wirtschaftsgebäude, ehem. Gasthaus GstNr.: .17/1, .17/2               |
| ja   | Datei hochladen | Kath. Filialkirche hl. Bartholomäus HERIS-ID: 50365 Objekt-ID: 55265          | neben Pehendorf 26 Standort KG: Pehendorf                  | Die Filialkirche hl. Bartholomäus in Pehendorf ist der spätgotische Rest Chor einer ehemals größeren Kirche, die um 1423 gestiftet worden war. 1544 war sie Filialkirche von Rappottenstein. Ab Mitte des 17. Jahrhunderts verfiel sie und wurde 1696 wiederhergestellt und durch ein neues Kirchenschiff erweitert. Ab 1760/1770 war die Kirche erneut baufällig. Das Schiff wurde 1873 abgetragen. Seit 1890 wird der verbliebene Chor als Kapelle genutzt. Dieser hat einen polygonalen Schluss, Strebepfeiler mit doppelten Wasserschlägen, Rundbogenfenster, glatte Seiten und ein Flachbogenportal. Im Süden liegt ein quadratischer Sakristeianbau. Der gegen Ende des 19. Jahrhunderts errichtete Dachreiter wird von einem Spitzhelm bekrönt. Der Innenraum ist flach gedeckt und beherbergt einen neoromanischen Hochaltar, dessen Altarblatt mit „Franz Mayerhofer 1890“ bezeichnet ist. Zur weiteren Ausstattung zählen zwei Statuetten weiblicher Heiliger aus der Zeit um 1700. | BDA-Hist.: Q38039707 Status: § 2a Stand der BDA-Liste: 2025-06-30 Name: Kath. Filialkirche hl. Bartholomäus GstNr.: 3114 Filialkirche Pehendorf             |
| ja   | Datei hochladen | Pfarrhof HERIS-ID: 49990 Objekt-ID: 54432                                     | Rappottenstein 6 Standort KG: Rappottenstein               | Der Pfarrhof von Rappottenstein wurde um 1894 erbaut. | BDA-Hist.: Q38037414 Status: § 2a Stand der BDA-Liste: 2025-06-30 Name: Pfarrhof GstNr.: .15                                                                |
| ja   | Datei hochladen | Kath. Pfarrkirche hll. Peter und Paul HERIS-ID: 50450 Objekt-ID: 55446        | neben Rappottenstein 6 Standort KG: Rappottenstein         | Die Pfarrkirche Hll. Peter und Paul in Rappottenstein ist eine spätromanische Chorturmkirche, die in der zweiten Hälfte des 15. Jahrhunderts zu einer dreischiffigen Staffelkirche erweitert wurde. Das Langhaus hat einen umlaufenden Sockel, eine schlichte Giebelwand und Spitzbogenfenster in abgeschrägten Laibungen. Der quadratische Chorturm verfügt über ein Glockengeschoß von 1721 mit rundbogigen Schallfenstern und einen Pyramidenhelm. Die Kirche hat zwei polygonale Seitenchöre. An der Nordseite des Turmes steht ein zweigeschoßiger Sakristeianbau mit Oratorium, der 1791 anstelle eines gotischen Sakristeigebäudes errichtet wurde. Die Türvorbauten im Norden und Westen der Kirche stammen von 1763. | BDA-Hist.: Q38040160 Status: § 2a Stand der BDA-Liste: 2025-06-30 Name: Kath. Pfarrkirche hll. Peter und Paul GstNr.: .17 Pfarrkirche Rappottenstein        |
| ja   | Datei hochladen | Pranger HERIS-ID: 59901 Objekt-ID: 71576                                      | bei Rappottenstein 24 Standort KG: Rappottenstein          | Der Pranger von Rappottenstein ist mit 1613 bezeichnet. Auf einem runden Stufenunterbau ruht ein Postament mit Kreisen und Sternen. Darauf erhebt sich ein obeliskenartiger Aufbau mit Steinbekrönung und hängender Kugel. | BDA-Hist.: Q38089068 Status: § 2a Stand der BDA-Liste: 2025-06-30 Name: Pranger GstNr.: 324                                                                 |
| ja   | Datei hochladen | Straßenbrücke und Wegkapelle HERIS-ID: 63181 Objekt-ID: 75796                 | Rappottenstein 74, in der Nähe Standort KG: Rappottenstein | Südlich des Ortes befindet sich eine im Jahr 1838 über einer zweijochigen Bogenbrücke aus Bruchstein erbaute, dem hl. Johannes Nepomuk geweihte Wegkapelle mit pilastergerahmter, flachbogiger Öffnung. | BDA-Hist.: Q38102370 Status: § 2a Stand der BDA-Liste: 2025-06-30 Name: Straßenbrücke und Wegkapelle GstNr.: 915                                            |
| ja   | Datei hochladen | Burg Rappottenstein HERIS-ID: 34855 Objekt-ID: 33294                          | Rappottenstein 88 Standort KG: Rappottenstein              | Die Burg Rappottenstein ist eine mittelalterliche Hochburg, die um 1150 von den Kuenringern errichtet wurde. | BDA-Hist.: Q665544 Status: Bescheid Stand der BDA-Liste: 2025-06-30 Name: Burg Rappottenstein GstNr.: .68, .69/2 Burg Rappottenstein                        |